# Pouillot à gorge blanche
Abroscopus albogularis
Espèce
Synonymes
- Abrornis albogularis Moore, 1854
(protonyme)

Statut de conservation UICN

 LC  : Préoccupation mineure
Le Pouillot à gorge blanche (Abroscopus albogularis) est une espèce d'oiseaux passereaux d'Asie appartenant à la famille des Cettiidae.

## Répartition
Cette espèce vit au Bangladesh, au Bhoutan, en Birmanie, en Chine, en Inde, au Laos, au Népal, à Taïwan, en Thaïlande et au Vietnam.

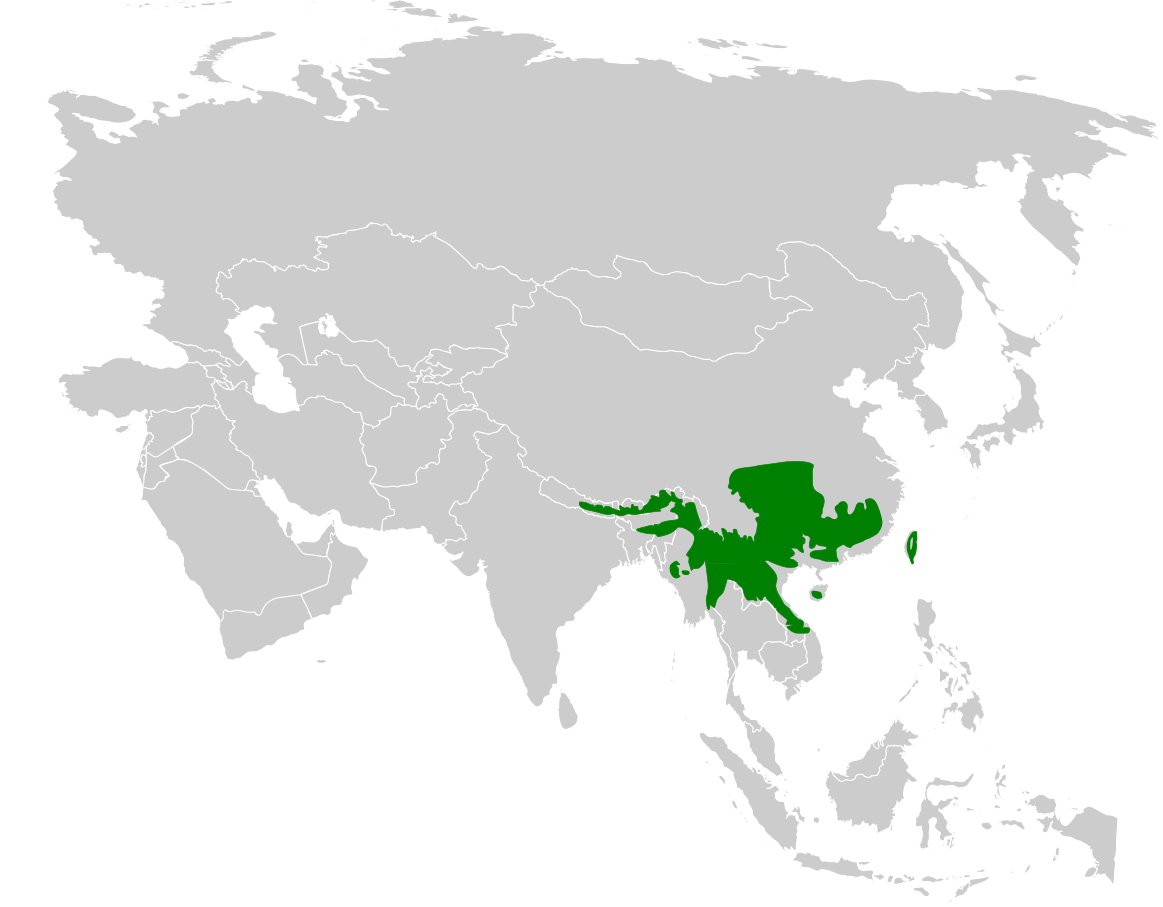
Carte de distribution (2016).

## Taxinomie
L'espèce a pour auteur Brian Houghton Hodgson, mais celui-ci n'ayant été crédité que chez Thomas Horsfield et Frederic Moore en 1854, on trouve parfois le nom de ces derniers ou simplement Moore pour auteur. Cette première description s'est fait sous le protonyme Abrornis albogularis.